# استارو-آلمیاسوو
استارو-آلمیاسوو (انگلیسی: Staro-Almyasovo) یک شهرک در شهرستان کوگارچینسکی جمهوری باشقیرستان در کشور روسیه است.